# Лачуг
Лачуг — река в России, протекает в Лузском районе Кировской области. Устье реки находится в 24 км по левому берегу реки Шелюг. Длина реки составляет 23 км.
Река вытекает из болота Лачугское в 14 км к югу от деревни Алешево и в 38 км к юго-востоку от города Луза. Река течёт на юго-восток, русло извилистое. Всё течение проходит по ненаселённому, заболоченному лесному массиву. Приток — Устиновка (левый). Впадает в Шелюг выше деревни Вердюковская. Ширина реки не превышает 10 метров.

## Данные водного реестра
По данным государственного водного реестра России и геоинформационной системы водохозяйственного районирования территории РФ, подготовленной Федеральным агентством водных ресурсов:
- Бассейновый округ — Двинско-Печорский
- Речной бассейн — Северная Двина
- Речной подбассейн — Малая Северная Двина
- Водохозяйственный участок — Юг
- Код водного объекта — 03020100212103000012884